# Brevipalpus ambrosiae
Brevipalpus ambrosiae är en spindeldjursart som beskrevs av Baker och James P. Tuttle 1987. Brevipalpus ambrosiae ingår i släktet Brevipalpus och familjen Tenuipalpidae. Inga underarter finns listade.